# كيريل إيفانوف سمولينسكي
كيريل إيفانوف سمولينسكي مواليد 19 فبراير 1981 في موسكو، هو لاعب كرة مضرب روسي سابق بدأ مسيرته كمحترف سنة 1998 وكان يلعب باليد اليمنى. أعلى تصنيف له في الفردي كان المركز الـ 278 في سنة 2005. أعلى تصنيف له في الزوجي كان المركز الـ 224 في سنة 2002.